# The Making of the Mob
The Making of the Mob ist eine US-amerikanische Doku-Dramareihe des Senders AMC, über die Entstehung von Organisationen des organisierten Verbrechens im 20. Jahrhundert in Amerika, kommentiert von Ray Liotta.

## Handlung
Die Serie dokumentiert die Entstehung des organisierten Verbrechens im 20. Jahrhundert in Amerika. Sie durchleuchtet den Aufstieg berüchtigter Mobster von der amerikanischen Cosa Nostra und der Kosher Nostra mit hochwertigen Spielszenen, Archivbildern und Interviews mit namhaften Personen.

## Hintergrund
In Russland feierte die erste Staffel zur gleichen Zeit wie auch in den USA Premiere, unter dem Titel Рождение мафии: Нью-Йорк (russisch für «Die Geburt der Mafia: New York»).
International wurde die Serie in Australien durch die Ausstrahlung ab dem 9. Dezember 2015 über den Sender Arena.
Die deutsche Synchronisation der Serie entstand durch die Synchronfirma Kelvinfilm.

## Interviews
Jede Episode enthält mehrere Interviews von Prominenten, Autoren, Historikern und politischen Persönlichkeiten.
| Interviewte Prominente | Fotos |
| --- | ----- |
| - Rudy Giuliani – ehemaliger Bürgermeister von New York City - Selwyn Raab – Author, Five Families - David Pietrusza – Author, Rothstein - Meyer Lansky II – Enkelsohn von Meyer Lansky - Michael Green – Historiker, University of Nevada, Las Vegas - Rich Cohen – Author, Tough Jews - Vincent Pastore – Schauspieler, Die Sopranos (In der Rolle von Salvatore „Big Pussy“ Bonpensiero) - Alexander Hortis – Author, The Mob and the City - Gay Talese – Author, Honor Thy Father - Richard Hammer – Author, The Last Testament of Lucky Luciano - Joe Mantegna – Schauspieler, Der Pate III (In der Rolle von Joey Zasa) - Salvatore Polisi – ehemaliger Mafia-Partner - Chazz Palminteri – Schauspieler, In den Straßen der Bronx (In der Rolle von Sonny) - Sonny Grosso – pensionierter New-York-City-Police-Department-Detektiv - Frank Vincent – Schauspieler, Good Fellas (In der Rolle von Billy Batts) - Thomas Dewey III – Enkelsohn von Thomas E. Dewey - Frankie Valli – Sänger, The Four Seasons - Oscar Goodman – ehemaliger Bürgermeister von Las Vegas - Ellen Poulsen – Author, The Case Against Lucky Luciano - Drea de Matteo – Schauspielerin, Die Sopranos (In der Rolle von Adriana La Cerva) - Edward McDonald – Bundesanwalt - Edwin Torres – Richter im obersten Gerichtshof von New York - H. W. Brands – Historiker, University of Texas at Austin - Deidre Capone – Großnichte von Al Capone, Autorin, Uncle Al - Laurence Bergreen – Author, Capone: The Man and the Era - Jonathan Eig – Author, Get Capone, Luckiest Man - William Forsythe – Schauspieler, Die Unbestechlichen und Es war einmal in Amerika (In der Rolle von Philip „Cockeye“ Stein) - Frank Calabrese, Jr. – ehemaliger Chicago Outfit-Partner - Robert Lombardo – Author, Organized Crime in Chicago - John Binder – Author, The Chicago Outfit - Rich Cohen – Journalist - Karen Abbott – Author, Sin in the Second City - T.J. English – Author, Paddy Whacked - John Kass – Kolumnist, Chicago Tribune - John Russick – Kurator, Chicago History Museum - Frank Cullotta – ehemaliger Chicago Outfit-Partner - Paul Sorvino – Schauspieler, Goodfellas (In der Rolle von Paul Cicero) - Hillel Levin – Mitautor, When Corruption Was King - Michael Madsen – Schauspieler, Donnie Brasco (In der Rolle von Dominic „Sonny Black“ Napolitano) - Nathan Thompson – Author, Kings: The True Story of Chicago's Policy Kings - David Eisenbach – Historiker |       |

## Episodenliste
Die erste Staffel mit dem Titel Mafia – Die Paten von New York (OT: The Making of the Mob: New York), konzentriert sich auf Charles „Lucky“ Luciano und seinen Aufstieg in der Unterwelt von New York City, sowie der Gründung des sogenannten National Crime Syndicates.
| Nr. (ges.) | Nr. (St.) | Deutscher Titel             | Originaltitel                  | Erstausstrahlung USA | Deutschsprachige Erstausstrahlung (D/A/CH) |
| ---------- | --------- | --------------------------- | ------------------------------ | -------------------- | ------------------------------------------ |
| 1          | 1         | Aufstieg des Lucky Luciano  | The Education of Lucky Luciano | 15. Juni 2015        | 20. Mai 2017                               |
| 2          | 2         | Prohibition und Bandenkrieg | Equal Opportunity Gangster     | 22. Juni 2015        | 20. Mai 2017                               |
| 3          | 3         | Fünf Familien               | King of New York               | 29. Juni 2015        | 20. Mai 2017                               |
| 4          | 4         | Der Staat schlägt zurück    | A Rising Threat                | 6. Juli 2015         | 21. Mai 2017                               |
| 5          | 5         | Kampf um die Macht          | Exit Strategy                  | 13. Juli 2015        | 21. Mai 2017                               |
| 5          | 5         | Der Gangster-Krieg          | The Mob at War                 | 20. Juli 2015        | 21. Mai 2017                               |
| 7          | 7         | Schmutzige Geschäfte        | New Frontiers                  | 27. Juli 2015        | 21. Mai 2017                               |
| 8          | 8         | Das Sterben der Bosse       | End Game                       | 3. Aug. 2015         | 21. Mai 2017                               |

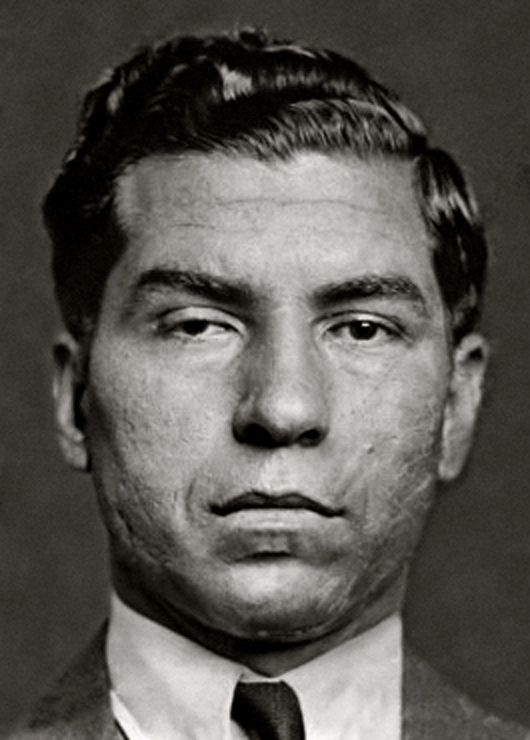
Lucky Luciano

Die zweite Staffel mit dem Titel Mafia – Die Paten von Chicago (OT: The Making of the Mob: Chicago), konzentriert sich auf den Aufstieg von Alphonse „Scarface Al“ Capone, dem Chicago Outfit und der Expansion in den Mittleren Westen.

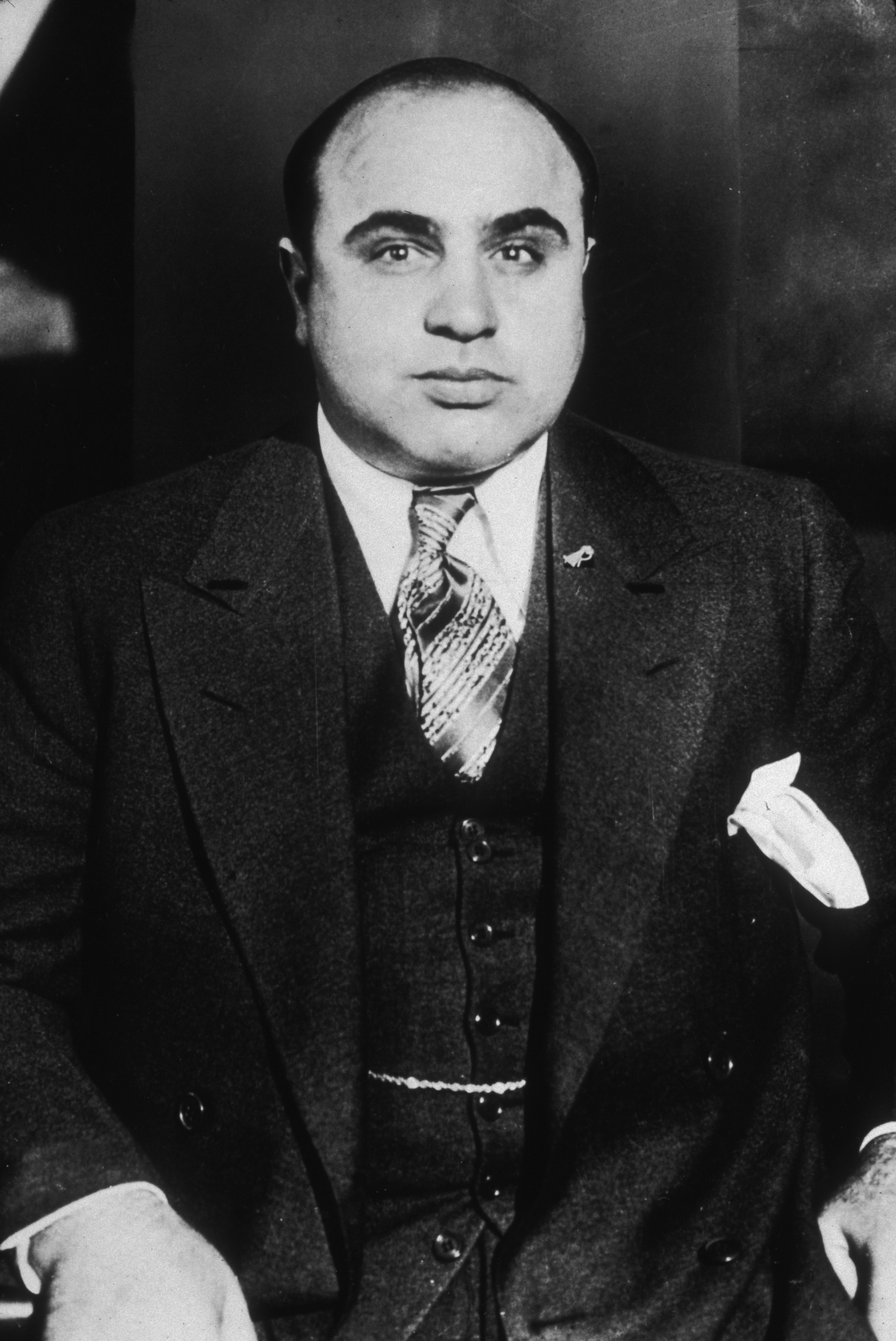
Al Capone

| Nr. (ges.) | Nr. (St.) | Deutscher Titel        | Originaltitel                | Erstausstrahlung USA | Deutschsprachige Erstausstrahlung (D/A/CH) |
| ---------- | --------- | ---------------------- | ---------------------------- | -------------------- | ------------------------------------------ |
| 9          | 1         | Al Capones erster Mord | Capone's First Kill          | 11. Juli 2016        | 28. Dez. 2018                              |
| 10         | 2         | Familienbande          | A Death in the Family        | 18. Juli 2016        | 28. Dez. 2018                              |
| 11         | 3         | Straßenkrieg           | Blood Filled Streets         | 25. Juli 2016        | 28. Dez. 2018                              |
| 12         | 4         | Valentinstag           | St. Valentine's Day Massacre | 1. Juli 2016         | 28. Dez. 2018                              |
| 13         | 5         | Entscheidung           | Judgment Day                 | 8. Aug. 2016         | 25. Feb. 2019                              |
| 14         | 6         | Ein neuer Anfang       | New Blood                    | 15. Aug. 2016        | 25. Feb. 2019                              |
| 15         | 7         | Stadt der Sünde        | Sin City                     | 22. Aug. 2016        | 25. Feb. 2019                              |
| 16         | 8         | Vermächtnis            | Last Man Standing            | 29. Aug. 2016        | 25. Feb. 2019                              |